# Asociación Estadio La Unión
La Asociación Estadio La Unión (AELU) es una asociación, Deportiva, cultural e institución que congrega y representa a los ciudadanos japoneses y de ascendencia japonesa residentes en el Perú. Fue fundada en 1953 y se ha convertido en uno de los clubes más importantes y modernos del país, gracias a la labor de los fundadores, directivos, asociados y personal que componen la comunidad nikkei del Perú. El AELU ha sido desde siempre el marco perfecto para los eventos deportivos como las copas Aelu y eventos más importantes de esta comunidad, como son el Matsuri y el Undokai, en donde se inculca y preserva a las futuras generaciones, aquellos valores, tradiciones y costumbres que forjaron los ancestros japoneses.

## Historia
Debido a la participación del Japón en la Segunda Guerra Mundial, a la colectividad japonesa del Perú le fueron expropiados y cerrados varios locales institucionales, lo cual mermó la posibilidad de que se reúnan y organicen actividades. Fue a raíz de estos hechos que los miembros de la colectividad japonesa decidieron construir un campo deportivo en el que por intermedio de la sana práctica del deporte y otras actividades, los diversos sectores infantiles y juveniles de la colectividad, pudieran ir integrándose. 
Al barajar hasta más de 16 ofertas de posibles lugares la ubicación del club, finalmente se encontró un terreno en Pueblo Libre, zona de fundos y terrenos de cultivo. Para la realizar la compra del terreno, principalmente se llegó a la suma requerida, gracias al aporte que dieron las familias de la colectividad en la compra de acciones del terreno, según sus posibilidades, y en la mayoría de los casos los compradores de las acciones nunca pensaron que sería una inversión de negocios, sino más bien una donación en beneficio de las generaciones venideras. 
Una vez comprado el terreno, la limpieza del mismo duró varios años, para nivelarlo y tomar aquel algodonal en tierra firme para levantar las edificaciones que más adelante se irían a efectuar. 
Mucha gente trabajó en la tarea de arrancar las matas resecas y recoger las piedras que abundaban en el terreno, que estuvo destinado al cultivo de algodón, por lo cual era necesario nivelar el terreno por la cantidad de surcos existentes. Por medio del trabajo mancomunado que se expresó en jornadas con la participación de todos quienes tenían acciones del campo deportivo, principalmente los socios del Club Pacífico y miembros de la colectividad japonesa, incluyendo a los jóvenes nisei.